# Абергеле
Абергѐле (на уелски: Abergele) е град в Северен Уелс, графство Конуи. Разположен е на брега на Ирландско море на около 30 km западно от английския град Ливърпул. На 5 km на изток от Абергеле по крайбрежието е уелският град Рил, а на запад също по крайбрежието на 7 km е уелският град Колуин Бей. Има жп гара и пристанище. Морски курорт. Населението му е 17 574 жители според данни от преброяването през 2001 г.